# Малий Сасик
Малий Сасик (рум. Sasicul Mic) — солонуватий лиман лагунного типу з групи Тузловських лиманів. Загальна площа лагуни — 2,36 км². Знаходиться на південний захід від лиману Шагани. На південному заході лиман пов'язаний із Джантшейським лиманом. На березі лиману знаходиться туристична база Росєйка, Білгород-Дністровського району Одеської області. Від лиману Шагани і від моря Малий Сасик відмежений піщаними косами. Існує 6 мостів, що пов'язують туристичну базу із косою і морським пляжем.
Озеро входить до складу Національного природного парку «Тузловські лимани».

## Галерея

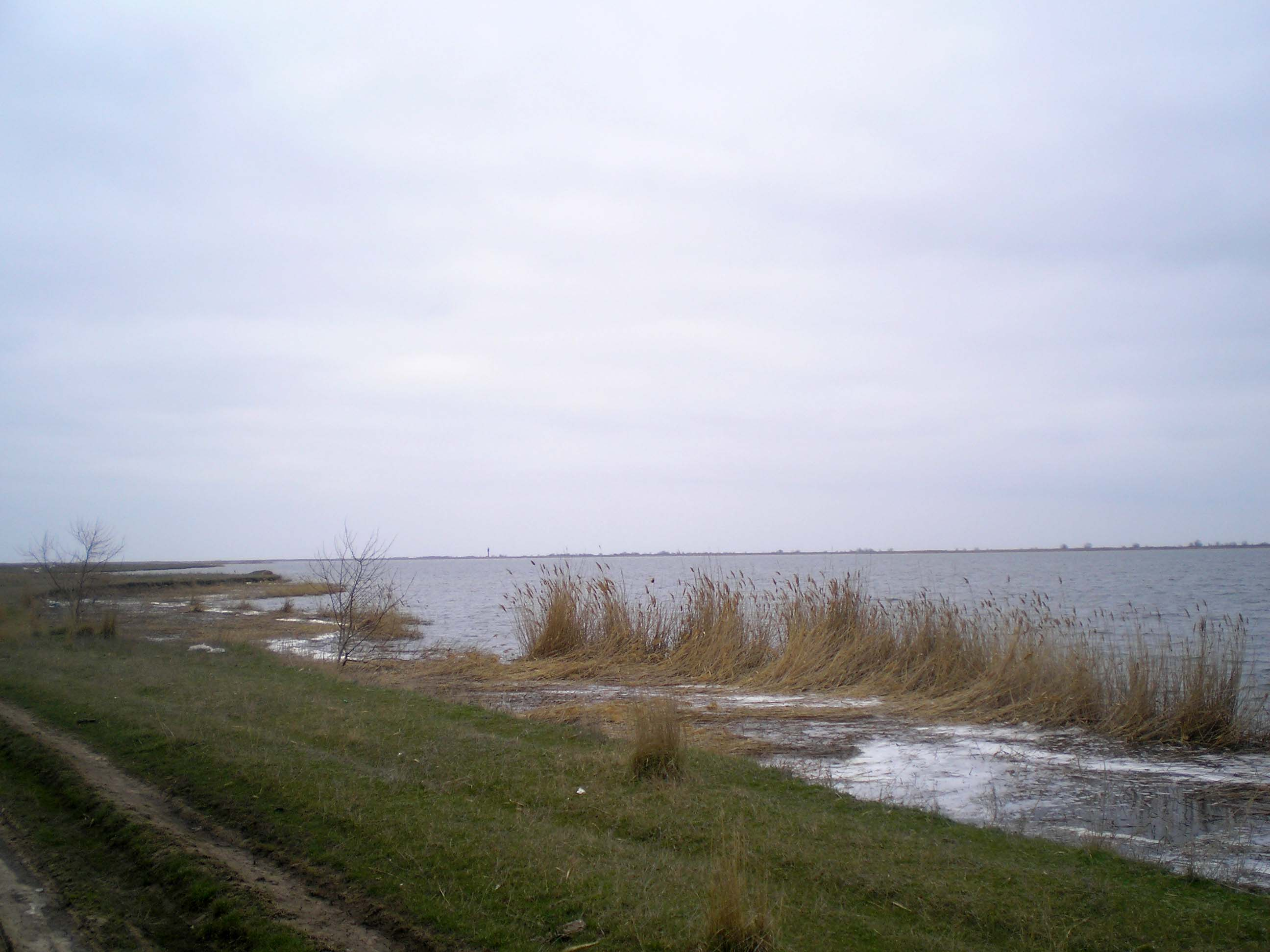
Прибережна частина лиману
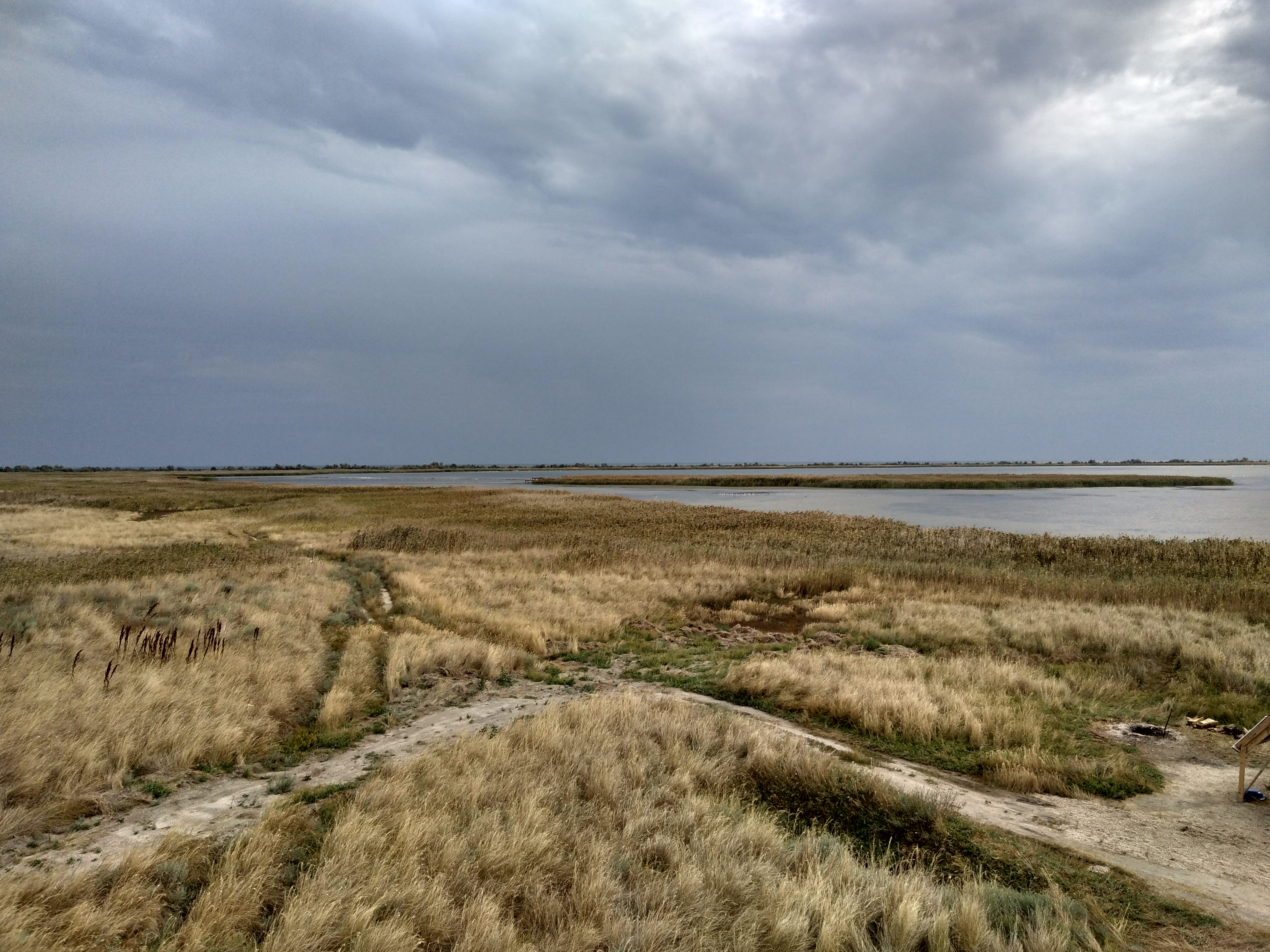
Краєвид лиману